# Kyle Walker
Kyle Andrew Walker (Sheffield, Inglaterra, 28 de mayo de 1990) es un futbolista británico que juega de defensa en el Burnley F. C. de la Premier League de Inglaterra.

## Primeros años
Walker nació en Sheffield, South Yorkshire, y es de ascendencia jamaiquina. Creció en la zona de Sharrow de la ciudad, y asistió a la escuela infantil y juvenil Porter Croft, seguida de la escuela High Storrs hasta 2006. Tiene seis hijos.

## Trayectoria

### Sheffield United
Kyle walker ingresó en el club de la infancia Sheffield United, a la edad de siete años, tras ser recomendado por el entrenador Paul Archer en Football Unites, Racism Divides y progresó en sus filas hasta convertirse en un fijo en las reservas en 2008. En noviembre del mismo año, se le permitió unirse al club de la League One, Northampton Town, en préstamo por un mes para adquirir experiencia en el primer equipo, debutando el 15 de noviembre de 2008 en una derrota ante el Oldham Athletic. Su préstamo de un mes se amplió más tarde hasta enero, antes de que finalmente regresara a Bramall Lane después de haber jugado nueve partidos con los Cobblers.
Poco después de regresar a su club de origen, Walker debutó con el Sheffield United el 13 de enero de 2009, en un partido de la tercera ronda de la FA Cup contra el Leyton Orient. Con la pérdida de varios jugadores por lesión en las últimas semanas de la temporada, Walker fue una inclusión sorpresa en la alineación inicial de los dos últimos partidos cruciales de la temporada, haciendo su debut en la liga completa del club el 25 de abril de 2009 contra el Swansea City. Después de dos actuaciones destacadas, conservó su lugar en la entrada del Sheffield United en los play-offs, siendo titular en los dos partidos contra el Preston North End y en la final contra el Burnley a finales de mayo. Al jugar la final, Walker se convirtió en el jugador más joven del Sheffield United en jugar en el estadio de Wembley.

### Tottenham Hotspur
El 22 de julio de 2009, Walker dejó el Sheffield United para unirse al Tottenham Hotspur junto con su compañero defensor Kyle Naughton por una cuota combinada de 9 millones de libras esterlinas, pero fue prestado al United por la duración de la temporada 2009-10 como parte del acuerdo. Durante su estancia en Bramall Lane estuvo prácticamente siempre presente en el lateral derecho durante la primera mitad de la temporada, pero fue inesperadamente llamado de nuevo a los Spurs el 1 de febrero de 2010, justo antes del cierre del mercado de fichajes de enero de 2010, como tapadera de Alan Hutton, que fue prestado al Sunderland ese mismo día. Walker debutó con el Tottenham el sábado 27 de marzo de 2010, en una victoria por 2-0 sobre el Portsmouth.

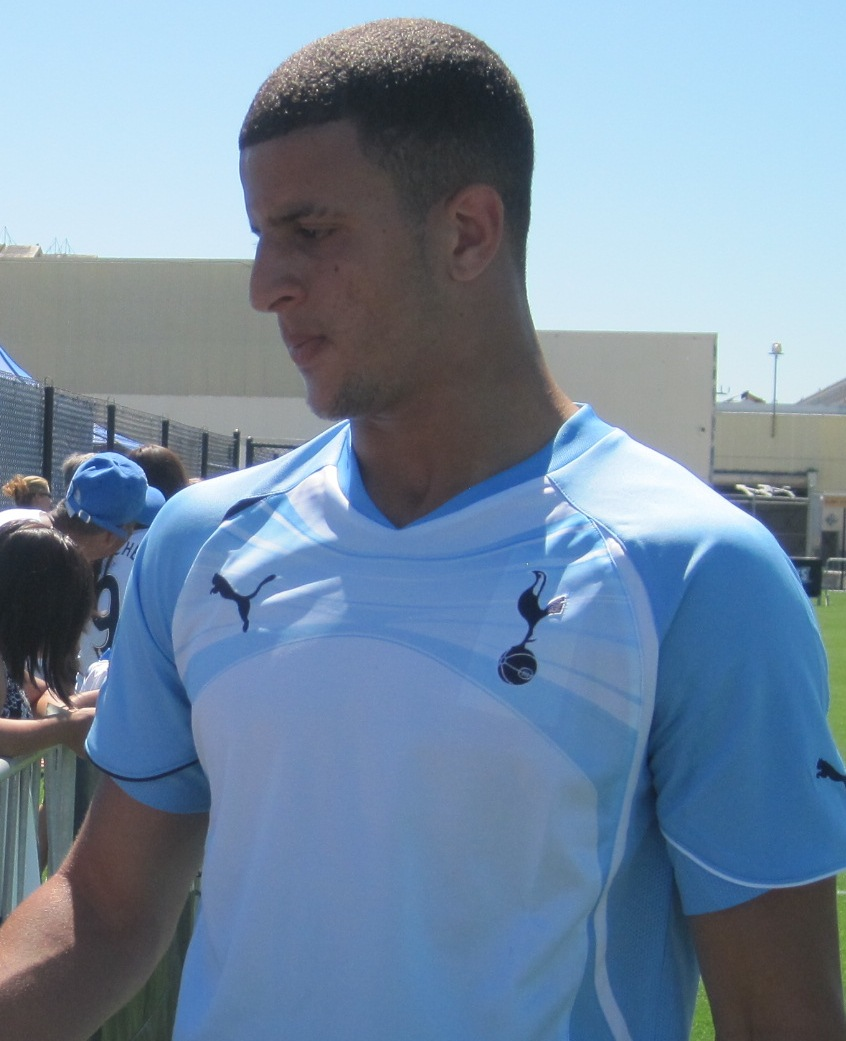
Walker con el Tottenham Hotspur en 2010

Al comienzo de la siguiente temporada, Walker fue prestado una vez más firmando un contrato inicial de seis meses con el Queens Park Rangers (QPR) debido a las lesiones en el club en la posición del lateral derecho. A mediados de octubre, su préstamo fue extendido hasta el 3 de enero de 2011.
Después de dejar el QPR, Walker se unió al Aston Villa en calidad de préstamo hasta el final de la temporada 2010-11. Marcó en su debut a sólo nueve minutos del partido contra el ex club Sheffield United en la tercera ronda de la Copa de la FA en enero de 2011. A principios de febrero, Walker marcó su primer gol en la Premier League y su primer gol en la liga mayor, un golpe de 30 yardas en la esquina izquierda contra el Fulham. Regresó a su club de origen al final de la temporada 2010-11 después de marcar dos goles en 18 partidos en todas las competiciones con el Aston Villa.
Al dejar Villa Park, Walker sugirió que estaría encantado de volver al club la siguiente temporada, ya que las oportunidades del primer equipo eran limitadas pero el mánager del Tottenham Hotspur, Harry Redknapp, declaró más tarde que no deseaba vender al defensor. Walker posteriormente acordó una extensión del contrato en Tottenham hasta 2016. Walker fue elegido en el once inicial para el partido inaugural de la temporada 2011-12 del Tottenham, contra el Manchester United en Old Trafford el 22 de agosto de 2011. El 2 de octubre, marcó el gol de la victoria en el derbi del Norte de Londres contra el Arsenal desde 25 yardas. El Tottenham ganó el partido 2-1.
El 22 de abril de 2012, Walker fue nombrado Jugador Joven del Año de la PFA, superando a jugadores de la talla de Sergio Agüero, Danny Welbeck, Daniel Sturridge, Alex Oxlade-Chamberlain y su compañero de equipo Gareth Bale para el premio, además de ser incluido en el Equipo del Año de la PFA. El 29 de abril, anotó un tiro libre desde 25 yardas para ayudar al Tottenham a derrotar al Blackburn Rovers 2-0 en el White Hart Lane. El 3 de mayo de 2012, Walker fue premiado con un nuevo contrato de cinco años, que se extiende hasta 2017.
La actuación de Walker contra el Manchester United en marzo de 2012 lo hizo culpable de dos goles del rival en una derrota por 3-1. Empezó su próxima temporada en una línea similar; fue el culpable del 4.º gol del Chelsea en la derrota por 4-2 en el White Hart Lane, siendo fácilmente desviado de la pelota por Juan Mata. Estuvo siempre presente en la primera mitad de la temporada en la Premier League, con la excepción de la victoria por 3-0 sobre el Fulham en Craven Cottage; esto incluyó jugar 90 minutos en la victoria por 3-2 sobre el Manchester United, que fue la primera victoria del Tottenham en Old Trafford en 23 años.

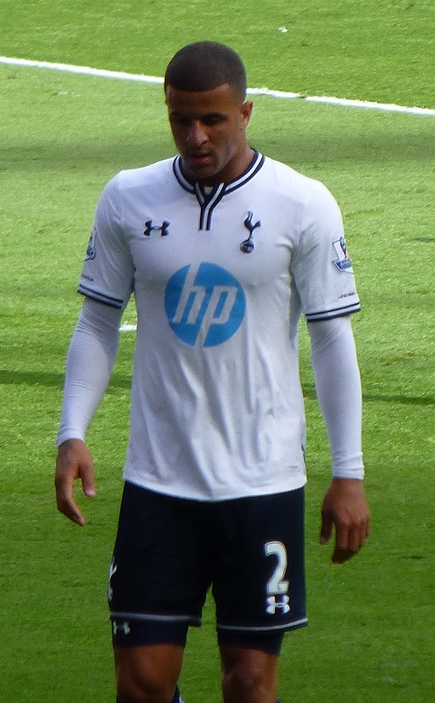
Walker jugando para el Tottenham Hotspur en 2013

El 28 de octubre de 2013, se anunció que Walker había firmado un nuevo contrato con el Tottenham, manteniéndolo en el club hasta 2019.
Walker fue parte del equipo que perdió 2-0 contra el Chelsea en el estadio de Wembley en la final de la Copa de la Liga 2015 el 1 de marzo.
El 8 de agosto de 2015, Walker se vio envuelto en un gol en propia meta que llevó a que el Tottenham sufriera una derrota en manos del Manchester United en el inicio de la temporada y que también se convirtió en el primer gol de la nueva temporada.
El 20 de abril de 2017, Walker fue nombrado como lateral derecho en el Equipo del Año de la PFA por segunda vez.

### Manchester City
El 14 de julio de 2017 firmó un contrato de cinco años con su rival del Tottenham en la Premier League, el Manchester City, en un traspaso que, según se informó, valía una cuota inicial de 45 millones de libras esterlinas, que se elevó a 50 millones de libras con complementos, lo que lo convirtió en uno de los defensas más caros de la historia.
Hizo su debut competitivo para el City contra Brighton el 12 de agosto de 2017, un partido en el que muchos medios de comunicación lo etiquetaron como el mejor jugador. Sin embargo, durante el debut de Walker en casa para el Manchester City fue expulsado por dos infracciones con tarjeta amarilla contra el Everton, lo que fue considerado una dura decisión por el árbitro Bobby Madley. Walker fue seleccionado y parte del equipo que derrotó al Arsenal por 3-0 en el estadio de Wembley en la final de la Copa EFL de 2018 para reclamar su primer trofeo y el del City en la temporada 2017-18.
Walker firmó un nuevo contrato con el club en junio de 2019.
El 6 de noviembre de 2019, en un partido fuera de casa de la Champions League contra el Atalanta, Walker se ofreció como voluntario para ir a la portería durante los últimos 10 minutos después de que el guardameta suplente Claudio Bravo fuera expulsado; no concedió ningún gol ya que el partido terminó 1-1.
El 5 de abril de 2020, el club inició un procedimiento disciplinario contra Walker después de que se informara de que había infringido las normas nacionales de encierro e invitado a dos trabajadoras del sexo a su casa en medio de la pandemia mundial de coronavirus. El 7 de mayo de 2020, se informó nuevamente que había roto las reglas de encierro al viajar a Sheffield para darle un regalo a su hermana y abrazarla. Más tarde admitió que también visitó a sus padres para recoger comida. El Manchester City dijo que no lo disciplinarían por esto, citando que el viaje es por razones personales. Más tarde tuiteó que sentía que él y su familia estaban siendo acosados y que los informes estaban afectando la salud mental de toda su familia.
El 14 de septiembre de 2023 renovó su contrato hasta 2026, ampliando de este modo su vinculación con el club dos años más.

### A. C. Milan
En enero de 2025 empezaron los rumores de que Kyle habría manifestado sus intenciones de salir del Manchester City. Esto mismo fue confirmado por Pep Guardiola en el post partido contra el Salford City durante la tercera ronda de la FA Cup. Fue anunciado como refuerzo del A. C. Milan el 24 de enero.

## Selección nacional
Antes de haber aparecido en la liga con el Sheffield United, Walker fue llamado a la selección sub-19 de Inglaterra en febrero de 2009. Debutó el 10 de febrero, como suplente en la segunda mitad de la derrota por 3-0 ante la selección sub-19 de España. Después de su primera temporada en la Premier League, Walker fue convocado a la selección inglesa en febrero de 2011 y de nuevo en marzo de 2011. Sin embargo, no apareció en ninguno de los partidos jugados y se retiró del equipo en marzo debido a una lesión.
Al final de la temporada 2010-11, Walker fue nombrado como parte del equipo de Inglaterra que compitió en el Campeonato Europeo Sub-21 de la UEFA 2011 en Dinamarca. A pesar de la mala actuación del equipo que fue noqueado en el primer asalto, Walker fue nombrado en el Equipo del Torneo.
Su buen estado de forma en la temporada 2011-12 le permitió debutar con la selección absoluta de Inglaterra en el triunfo por 1-0 sobre España, y en el minuto 85 entró en el equipo de Scott Parker como suplente. Hizo su primera aparición el 15 de noviembre, en una victoria por 1-0 contra Suecia, después de la cual fue el hombre del partido. Se perdió el Eurocopa 2012 por una lesión en el dedo del pie, sufrida en un partido de liga contra el Fulham.
Walker jugó el primer partido de Inglaterra después de la Eurocopa 2012, una victoria por 2-1 contra Italia.
Fue nombrado en el equipo de 23 hombres de la selección de Inglaterra para la Copa del Mundo de 2018. Walker fue desplegado como un tercer central por el entrenador de Inglaterra, Gareth Southgate.
En junio de 2019, marcó un autogol contra Holanda cuando Inglaterra quedó eliminada en la semifinal de la UEFA Nations League 2019. No fue seleccionado para el equipo de Inglaterra para la clasificación del Campeonato Europeo al comienzo de la temporada 2019-20. El 5 de septiembre de 2020, fue expulsado en una victoria de la Nations League por 1-0 en Islandia, el primer inglés en recibir una tarjeta roja internacional desde Raheem Sterling en junio de 2014.

### Participaciones en Eurocopas
| Eurocopa      | Sede     | Resultado        | Partidos | Goles |
| ------------- | -------- | ---------------- | -------- | ----- |
| Eurocopa 2016 | Francia  | Octavos de final | 4        | 0     |
| Eurocopa 2020 | Europa   | Subcampeón       | 6        | 0     |
| Eurocopa 2024 | Alemania | Subcampeón       | 7        | 0     |

### Participaciones en Copas del Mundo
| Mundial           | Sede  | Resultado        | Partidos | Goles |
| ----------------- | ----- | ---------------- | -------- | ----- |
| Copa Mundial 2018 | Rusia | Cuarto lugar     | 5        | 0     |
| Copa Mundial 2022 | Catar | Cuartos de final | 3        | 0     |

## Patrocinio
En diciembre de 2012, Walker firmó un acuerdo con Nike para usar las botas T90 Laser IV que también usó Wayne Rooney. De 2009 a 2012, llevó las botas SX Valor, SX Flare, Stealth Pro, Speciali, Stealth Pro II, GT Pro y GT Pro II de Umbro.

## Estadísticas

### Clubes
Actualizado al último partido disputado el 14 de mayo de 2025.
| Club                                 | Div.          | Temporada     | Liga  | Liga  | Copas nacionales | Copas nacionales | Copas internacionales | Copas internacionales | Total | Total |
| Club                                 | Div.          | Temporada     | Part. | Goles | Part.            | Goles            | Part.                 | Goles                 | Part. | Goles |
| ------------------------------------ | ------------- | ------------- | ----- | ----- | ---------------- | ---------------- | --------------------- | --------------------- | ----- | ----- |
| Northampton Town F. C. Inglaterra    | 3.ª           | 2008-09       | 9     | 0     | 0                | 0                | ―                     | ―                     | 9     | 0     |
| Northampton Town F. C. Inglaterra    | Total club    | Total club    | 9     | 0     | 0                | 0                | 0                     | 0                     | 9     | 0     |
| Sheffield United F. C. Inglaterra    | 2.ª           | 2008-09       | 5     | 0     | 2                | 0                | ―                     | ―                     | 7     | 0     |
| Sheffield United F. C. Inglaterra    | 2.ª           | 2009-10       | 26    | 0     | 2                | 0                | ―                     | ―                     | 28    | 0     |
| Sheffield United F. C. Inglaterra    | Total club    | Total club    | 31    | 0     | 4                | 0                | 0                     | 0                     | 35    | 0     |
| Tottenham Hotspur F. C. Inglaterra   | 1.ª           | 2009-10       | 2     | 0     | 0                | 0                | ―                     | ―                     | 2     | 0     |
| Tottenham Hotspur F. C. Inglaterra   | 1.ª           | 2010-11       | 1     | 0     | 0                | 0                | 0                     | 0                     | 1     | 0     |
| Tottenham Hotspur F. C. Inglaterra   | Total club    | Total club    | 3     | 0     | 0                | 0                | 0                     | 0                     | 3     | 0     |
| Queens Park Rangers F. C. Inglaterra | 2.ª           | 2010-11       | 20    | 0     | 0                | 0                | ―                     | ―                     | 20    | 0     |
| Queens Park Rangers F. C. Inglaterra | Total club    | Total club    | 20    | 0     | 0                | 0                | 0                     | 0                     | 20    | 0     |
| Aston Villa F. C. Inglaterra         | 1.ª           | 2010-11       | 15    | 1     | 3                | 1                | ―                     | ―                     | 18    | 2     |
| Aston Villa F. C. Inglaterra         | Total club    | Total club    | 15    | 1     | 3                | 1                | 0                     | 0                     | 18    | 2     |
| Tottenham Hotspur F. C. Inglaterra   | 1.ª           | 2011-12       | 37    | 2     | 5                | 0                | 5                     | 0                     | 47    | 2     |
| Tottenham Hotspur F. C. Inglaterra   | 1.ª           | 2012-13       | 36    | 0     | 3                | 0                | 11                    | 0                     | 50    | 0     |
| Tottenham Hotspur F. C. Inglaterra   | 1.ª           | 2013-14       | 26    | 1     | 4                | 0                | 4                     | 0                     | 34    | 1     |
| Tottenham Hotspur F. C. Inglaterra   | 1.ª           | 2014-15       | 15    | 0     | 3                | 0                | 3                     | 0                     | 21    | 0     |
| Tottenham Hotspur F. C. Inglaterra   | 1.ª           | 2015-16       | 33    | 1     | 2                | 0                | 0                     | 0                     | 35    | 1     |
| Tottenham Hotspur F. C. Inglaterra   | 1.ª           | 2016-17       | 33    | 0     | 1                | 0                | 5                     | 0                     | 39    | 0     |
| Tottenham Hotspur F. C. Inglaterra   | Total club    | Total club    | 180   | 4     | 18               | 0                | 28                    | 0                     | 226   | 4     |
| Manchester City F. C. Inglaterra     | 1.ª           | 2017-18       | 32    | 0     | 9                | 0                | 7                     | 0                     | 48    | 0     |
| Manchester City F. C. Inglaterra     | 1.ª           | 2018-19       | 33    | 1     | 9                | 1                | 10                    | 0                     | 52    | 2     |
| Manchester City F. C. Inglaterra     | 1.ª           | 2019-20       | 29    | 1     | 7                | 0                | 6                     | 0                     | 42    | 1     |
| Manchester City F. C. Inglaterra     | 1.ª           | 2020-21       | 24    | 1     | 7                | 1                | 11                    | 0                     | 42    | 2     |
| Manchester City F. C. Inglaterra     | 1.ª           | 2021-22       | 20    | 0     | 4                | 0                | 7                     | 1                     | 31    | 1     |
| Manchester City F. C. Inglaterra     | 1.ª           | 2022-23       | 27    | 0     | 7                | 0                | 5                     | 0                     | 39    | 0     |
| Manchester City F. C. Inglaterra     | 1.ª           | 2023-24       | 32    | 0     | 6                | 0                | 9                     | 0                     | 47    | 0     |
| Manchester City F. C. Inglaterra     | 1.ª           | 2024-25       | 15    | 0     | 1                | 0                | 2                     | 0                     | 18    | 0     |
| Manchester City F. C. Inglaterra     | Total club    | Total club    | 212   | 3     | 50               | 2                | 57                    | 1                     | 319   | 6     |
| A. C. Milan · Italia                 | 1.ª           | 2024-25       | 11    | 0     | 3                | 0                | 2                     | 0                     | 16    | 0     |
| A. C. Milan · Italia                 | Total club    | Total club    | 11    | 0     | 3                | 0                | 2                     | 0                     | 16    | 0     |
| Total carrera                        | Total carrera | Total carrera | 481   | 8     | 78               | 3                | 87                    | 1                     | 646   | 12    |

### Inglaterra
Actualizado al último partido disputado el 17 de noviembre de 2024.
| Año   | Part. | Goles | Asist. |
| ----- | ----- | ----- | ------ |
| 2011  | 2     | 0     | 0      |
| 2012  | 2     | 0     | 0      |
| 2013  | 6     | 0     | 1      |
| 2014  | 0     | 0     | 0      |
| 2015  | 3     | 0     | 1      |
| 2016  | 10    | 0     | 2      |
| 2017  | 9     | 0     | 2      |
| 2018  | 12    | 0     | 1      |
| 2019  | 4     | 0     | 0      |
| 2020  | 5     | 0     | 0      |
| 2021  | 12    | 0     | 1      |
| 2022  | 8     | 0     | 0      |
| 2023  | 6     | 1     | 2      |
| 2024  | 12    | 0     | 0      |
| 2025  | 0     | 0     | 0      |
| Total | 91    | 2     | 10     |

## Palmarés

### Títulos nacionales
| Título           | Club                  | País       | Año  |
| ---------------- | --------------------- | ---------- | ---- |
| Copa de la Liga  | Manchester City F. C. | Inglaterra | 2018 |
| Premier League   | Manchester City F. C. | Inglaterra | 2018 |
| Community Shield | Manchester City F. C. | Inglaterra | 2018 |
| Copa de la Liga  | Manchester City F. C. | Inglaterra | 2019 |
| Premier League   | Manchester City F. C. | Inglaterra | 2019 |
| FA Cup           | Manchester City F. C. | Inglaterra | 2019 |
| Community Shield | Manchester City F. C. | Inglaterra | 2019 |
| Copa de la Liga  | Manchester City F. C. | Inglaterra | 2020 |
| Copa de la Liga  | Manchester City F. C. | Inglaterra | 2021 |
| Premier League   | Manchester City F. C. | Inglaterra | 2021 |
| Premier League   | Manchester City F. C. | Inglaterra | 2022 |
| Premier League   | Manchester City F. C. | Inglaterra | 2023 |
| FA Cup           | Manchester City F. C. | Inglaterra | 2023 |
| Premier League   | Manchester City F. C. | Inglaterra | 2024 |
| Community Shield | Manchester City F. C. | Inglaterra | 2024 |

### Títulos internacionales
| Título                       | Club                  | Sede           | Año  |
| ---------------------------- | --------------------- | -------------- | ---- |
| Liga de Campeones de la UEFA | Manchester City F. C. | Estambul       | 2023 |
| Supercopa de Europa          | Manchester City F. C. | El Pireo       | 2023 |
| Copa Mundial de Clubes       | Manchester City F. C. | Arabia Saudita | 2023 |

### Distinciones individuales
| Distinción                                                                | Año  |
| ------------------------------------------------------------------------- | ---- |
| MVP contra Real Madrid en la Liga de Campeones de la UEFA[cita requerida] | 2020 |
| Equipo del Torneo de la Eurocopa                                          | 2020 |
| Parte de los 100 mejores jugadores del mundo según The Guardian           | 2022 |
| Balón de Plata de la Copa Mundial de Clubes de la FIFA                    | 2023 |

## Vida personal
Walker se casó con Annie Kilner, con quien tiene cuatro hijos, en 2022, después de una relación de 12 años. También es padre de un hijo y una hija con la modelo Lauryn Goodman. Después de que se supiera la noticia de su romance con Goodman, Walker se disculpó públicamente con Kilner, afirmando que había tomado "decisiones idiotas" y que necesitaba "reconocer mis errores". Kilner solicitó el divorcio el 16 de octubre de 2024.
El 5 de abril de 2020, el Manchester City inició un procedimiento disciplinario contra Walker después de que se informara que había violado las reglas nacionales de confinamiento tras haber invitado a dos prostitutas a su casa en medio de la pandemia de COVID-19. El 7 de mayo, se informó nuevamente que había incumplido las normas de confinamiento al viajar a Sheffield para darle un regalo a su hermana y abrazarla. Posteriormente admitió que también visitó a sus padres para recoger comida. El club afirmó que no lo sancionaría por ello, alegando que los viajes eran por motivos personales. Más tarde tuiteó que sentía que él y su familia estaban siendo acosados y que los informes estaban afectando la salud mental de toda su familia.
En marzo de 2023, se informó que Walker se expuso a una mujer en un bar de Mánchester. Más tarde se informó que Walker no enfrentaría cargos criminales por su comportamiento.